# Chiranthodendron pentadactylon
Chiranthodendron pentadactylon là một loài thực vật có hoa trong họ Cẩm quỳ. Loài này được Larreat. mô tả khoa học đầu tiên năm 1805.

## Hình ảnh

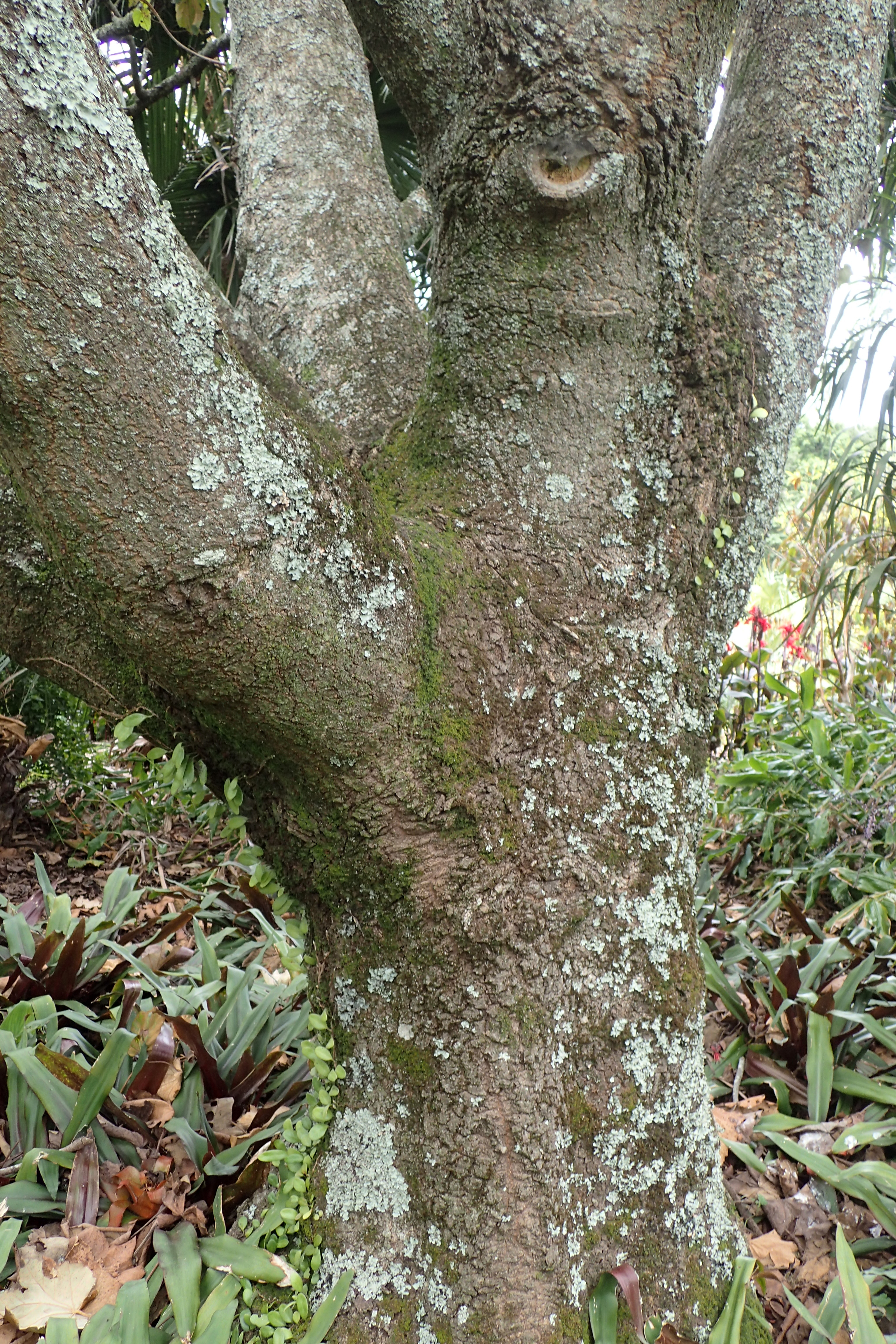
Bark
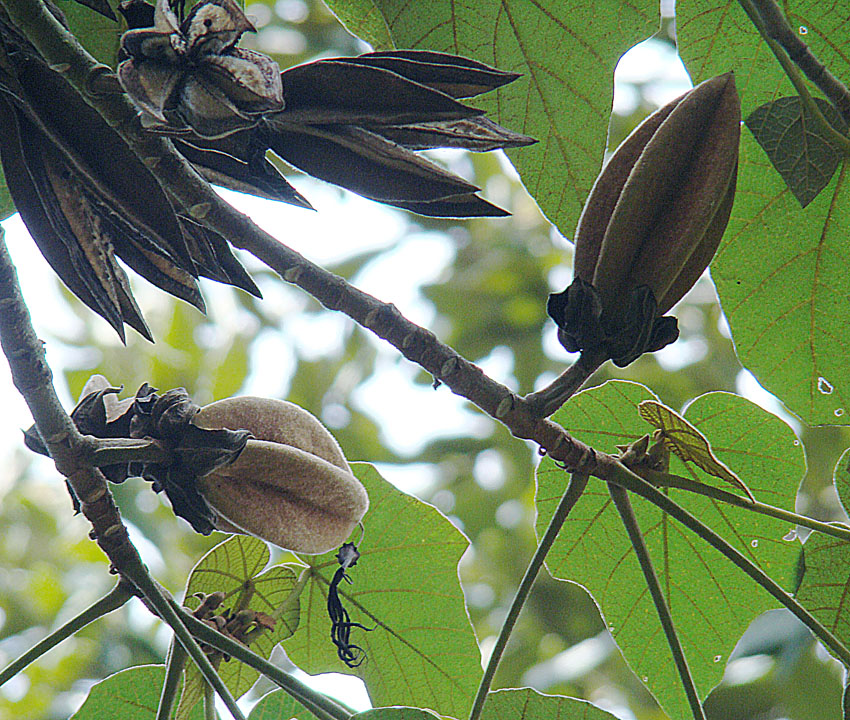
Pods
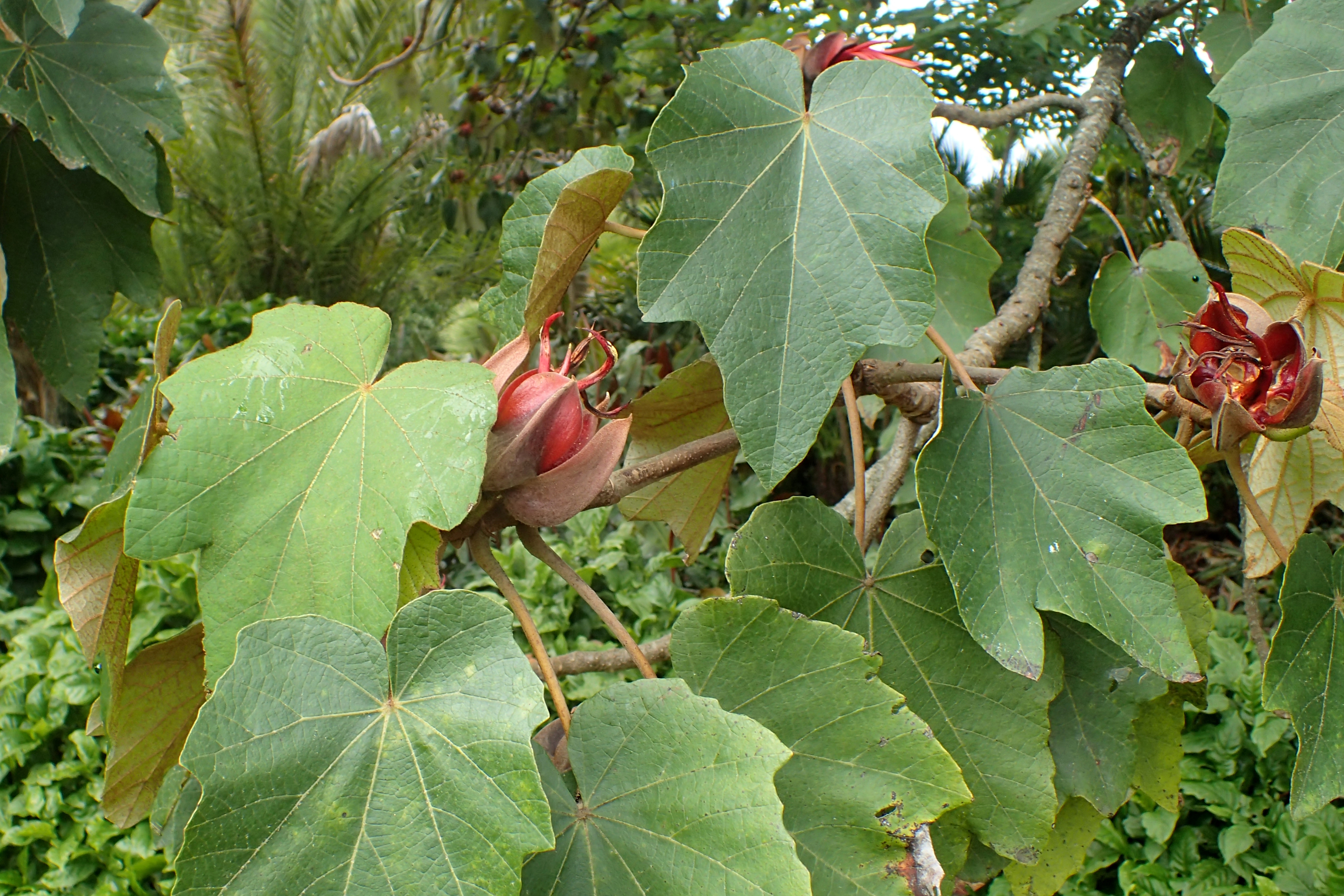
Leaves
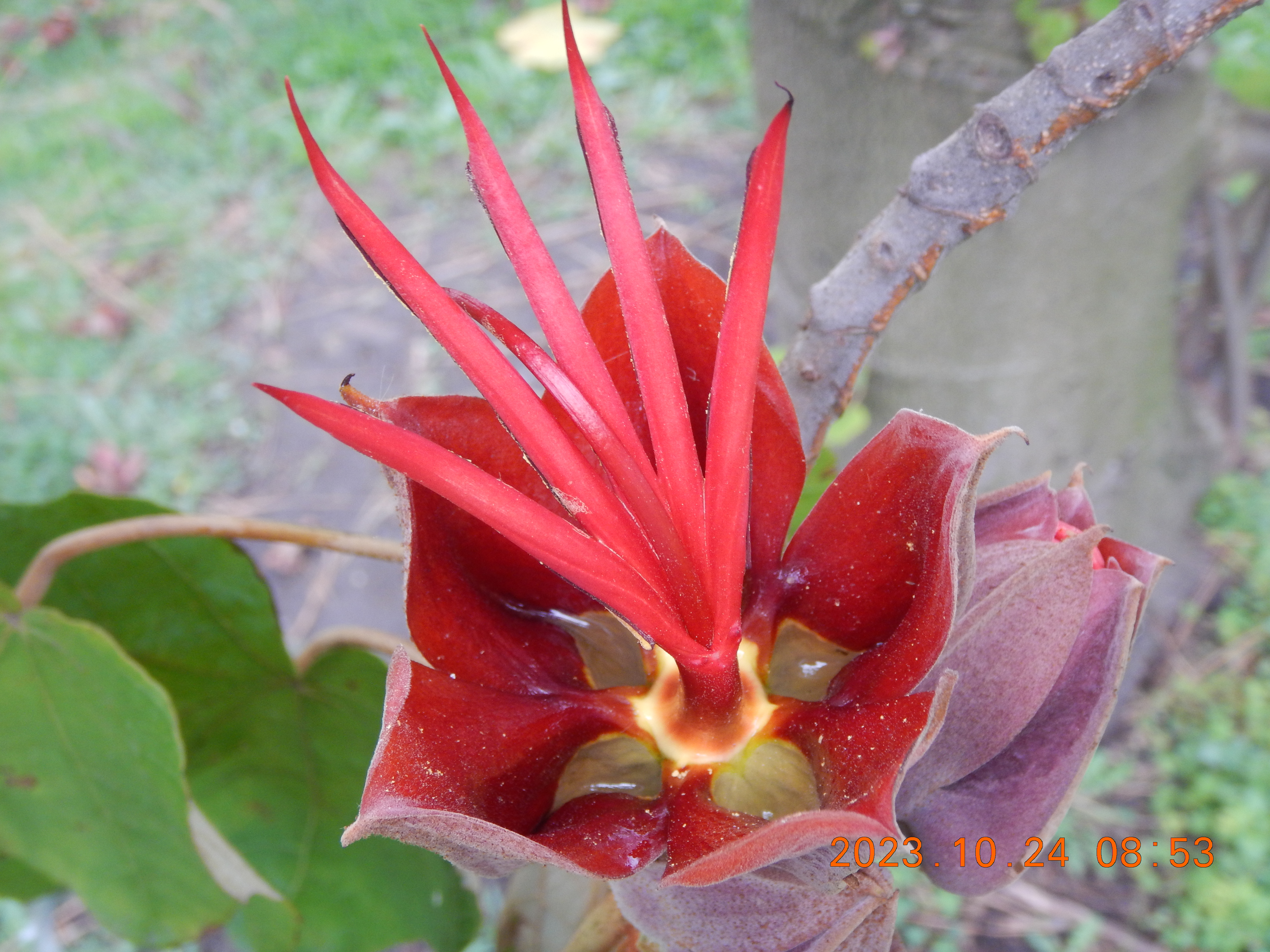
Open Chiranthodendron pentadactylon flower showing nectary and abundant nectar.
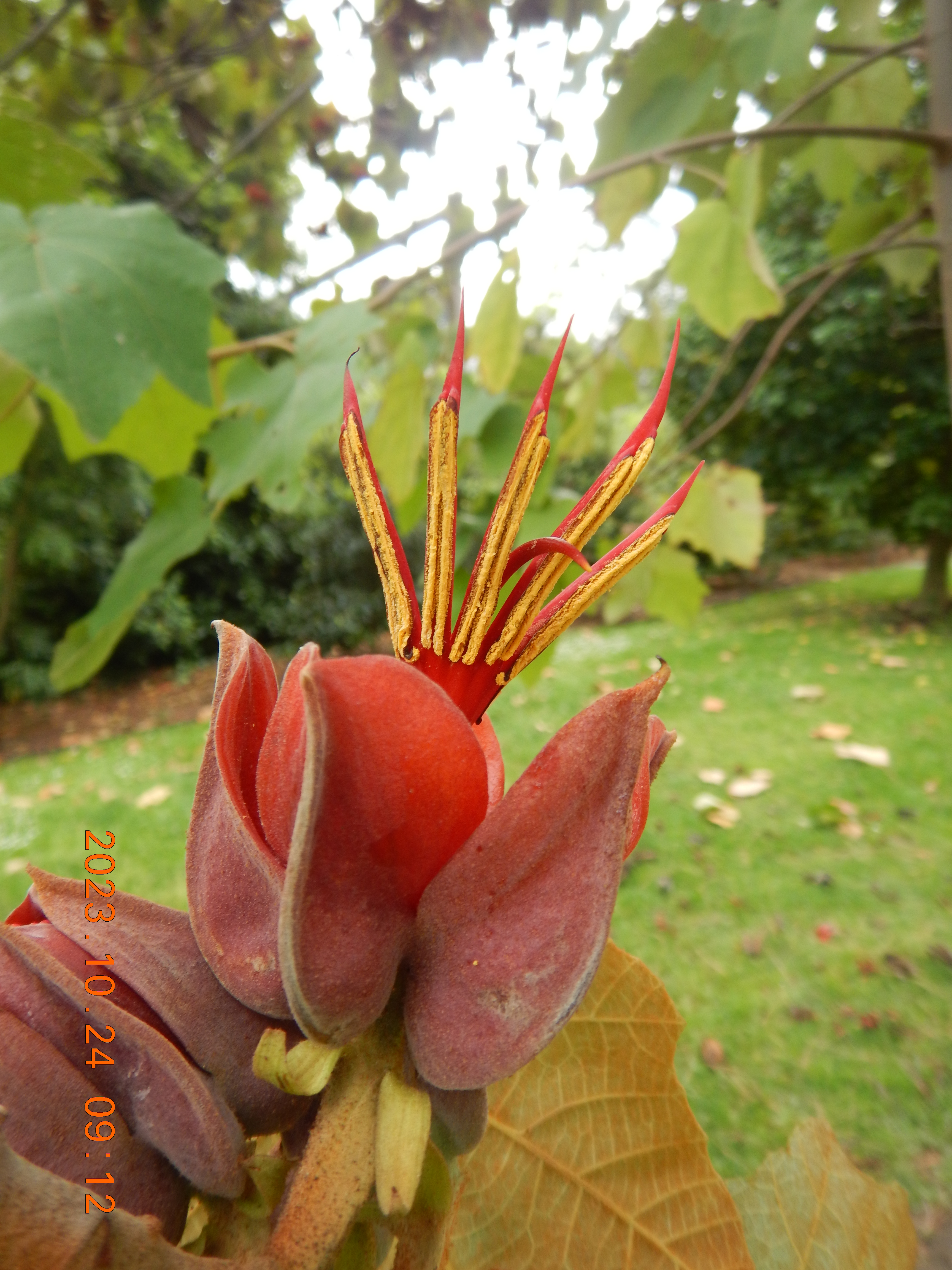
Chiranthodendron pentadactylon flower showing yellow pollen covered stamens.